# Marie-France Lorho
Marie-France Lorho (nascida em 15 de dezembro de 1964) é uma política francesa. Ela é membro do parlamento pelo 4º distrito eleitoral de Vaucluse desde 2017. Lorho também é membro da Liga do Sul.